# Pseudotolna eximia
Pseudotolna eximia is een vlinder van de familie van de visstaartjes (Nolidae). De wetenschappelijke naam van deze soort is voor het eerst voorgesteld als Methorasa eximia door William Jacob Holland in een publicatie uit 1894.
De soort komt voor in Sierra Leone, Ivoorkust, Ghana, Kameroen, Congo-Kinshasa, Tanzania en Zimbabwe.